# Dendromus ruppi
Dendromus ruppi (Dieterlen, 2009) è un roditore della famiglia dei Nesomiidi endemico del Sudan del Sud.

## Descrizione

### Dimensioni
Roditore di piccole dimensioni, con la lunghezza della testa e del corpo tra 63 e 82 mm, la lunghezza della coda tra 91 e 115 mm, la lunghezza del piede tra 18 e 22 mm, la lunghezza delle orecchie tra 13 e 18 mm e un peso fino a 15 g.

### Aspetto
Le parti superiori sono brunastre, mentre le parti ventrali sono bianche. Una striscia dorsale nera si estende dalla nuca fino alla base della coda. La linea di demarcazione lungo i fianchi è netta. Le orecchie sono cosparse di piccoli peli bruno-rossicci, una piccola ma distinta macchia bianca è presente alla base. Una macchia nera è presente sul tallone. Le zampe sono bruno-rossicce. La coda è più lunga della testa e del corpo, è scura sopra e chiara sotto. Le femmine hanno due paia di mammelle pettorali e due paia inguinali. 

## Biologia

### Comportamento
È una specie arboricola. Costruisce nidi nelle cavità degli alberi.

### Riproduzione
Una femmina con quattro embrioni è stata catturata nel mese di aprile.

## Distribuzione e habitat
Questa specie è conosciuta soltanto sui monti Imatong, lungo il confine tra Sudan del Sud ed Uganda.
Vive nelle foreste vicino a paludi e fattorie fino a 1.900 metri di altitudine.

## Conservazione
La IUCN Red List, considerato le pochi informazioni circa la sua diffusione, i requisiti ambientali, le minacce e le dimensioni della popolazione, classifica D.ruppi come specie con dati insufficienti (DD).